# Sakraler Tanz
Der Sakrale Tanz oder Meditative Tanz, englisch Sacred Dance bezeichnet Kreistänze und Gesten zu ruhiger Musik. Er grenzt sich von dem enger gefassten Kirchentanz ab, da er sich nicht auf den kirchlich-liturgischen Bereich beschränkt.

## Ursprung
Rituelle, religiöse oder spirituelle Tänze, die man allgemein als sakral bezeichnen könnte, haben eine lange Geschichte. Der Sakrale oder Meditative Tanz im engeren Sinn geht zurück auf den Ballettmeister und Choreografen Bernhard Wosien (1908–1986). Bei einem Aufenthalt in der spirituellen Gemeinschaft der Findhorn Foundation Mitte der 1970er-Jahre begegnete Bernhard Wosien dem schweigenden Gebet und fasste den Entschluss, diese Erfahrung in Tanz umzusetzen. Seine „Meditation des Tanzes“ sollte ein Schreiten in die Stille und bewegender Einstieg in die Meditation sein mit dem Ziel der Heilung, womit er "ein persönliches Bemühen im Sinne einer Entwicklung" meinte.

## Inhalt

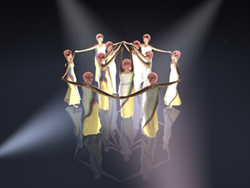
3D-Simulation eines Sakralen Tanzes

Zu diesem Zweck choreografierte Wosien u. a. Kreistänze aus wenigen, aber eindeutigen und symbolhaltigen Schrittfolgen und Gesten, die zu ruhiger klassischer Musik getanzt werden, so z. B. der „Pilgerschritt“ – zwei oder drei Schritte vor, einer zurück – u. a. getanzt zu Bachs „Air“ aus der Orchestersuite Nr. 3. Als Kenner der Volkstänze Israels, Griechenlands etc. ließ Bernhard Wosien auch geeignete Elemente aus diesen in seine Meditation des Tanzes einfließen. Viele Inhalte des Sakralen Tanzes entsprechen dem Gedankengut des christlichen Abendlandes, aber es sind auch Bezüge zu anderen Weltreligionen, der Religiosität indigener Völker und der Esoterik zu finden. So spielt in einigen Tänzen die Zahlensymbolik eine große Rolle (siehe auch Numerologie). Ein immer wiederkehrendes meditatives Thema ist "die Mitte", u. a. beim Tanzen von Spiralen und beim Begehen eines Labyrinthes. Weitere Themen sind bewegenden „Menschheitsthemen“ wie Geburt, Tod, Trauer, Freude, Dankbarkeit, Wachstum, Licht und Dunkelheit.

## Anspruch
So einfach Schritte und Gebärden oft sind, gilt es doch, mit Körper und Geist ganz im Augenblick präsent zu sein und sich selber auszuhalten. Dies ist nicht immer eine einfache Aufgabe und konfrontiert den Lernenden nicht nur mit seinen Stärken, sondern womöglich erst einmal auch mit seinen Schwächen, Ängsten und Defiziten. Die Kraft der Musik, Harmonie der Bewegungsabläufe, die klaren Strukturen der Tanzanweisungen und die Einbettung in die Tanzgemeinschaft haben auf die meisten Menschen jedoch eine wohltuende psychische Wirkung und können somit ein heilender Faktor sein. Ein Beispiel ist die klassische Übung im Hatha-Yoga: Natarajasana, der Tänzer.

## Verbreitung
Bernhard Wosien erarbeitete den Meditativen Tanz vornehmlich zusammen mit seiner Schülerin Friedel Kloke-Eibl, die nach seinem Tod ebenso wie seine Tochter Maria-Gabriele Wosien und Nanni Kloke die Arbeit weiterführte.
Es entstanden in den 1980er-Jahren Ausbildungsinstitute in den Niederlanden, die „Stichting Sacred Dance“ und das „DEMIAN – Instituut in Beweging“.
1990 gründete Friedel Kloke-Eibl das Ausbildungsinstitut „Meditation des Tanzes – Sacred Dance“ in Deutschland. Es entstanden außerdem Ausbildungsgruppen in Irland, der Schweiz und in Brasilien. Mitte der 1990er-Jahre wurde der „Fachverband Meditation des Tanzes – Sacred Dance e.V.“ gegründet, um die Meditation des Tanzes zu festigen und zu vertiefen und die Öffentlichkeit dafür zu interessieren. Das Mitteilungsblatt des Verbandes, die „Balance“, erscheint zweimal im Jahr. Seminare zu Meditavem Tanz werden auch in einigen Klöstern angeboten, z. B. im Kloster Nütschau.